# The Man Who Fell to Earth (Fernsehserie)
The Man Who Fell to Earth ist eine US-amerikanische Science-Fiction-Serie, die 2022 vom Pay-TV-Sender Showtime ausgestrahlt wurde und im Dezember 2022 in Deutschland, Österreich und der Schweiz in das Programm von Paramount+ aufgenommen wurde. Wie der gleichnamige Film von Nicolas Roeg aus dem Jahr 1976 basiert die Serie auf dem Roman Der Mann, der vom Himmel fiel von Walter Tevis. Anfang Oktober 2022 wurde bekanntgegeben, dass die Serie nach der ersten Staffel eingestellt wird.

## Handlung
Ein Außerirdischer kommt auf die Erde. Er landet in New Mexico und versucht eine Frau zu finden, die seiner Spezies das Weiterleben ermöglichen soll.

## Entstehung

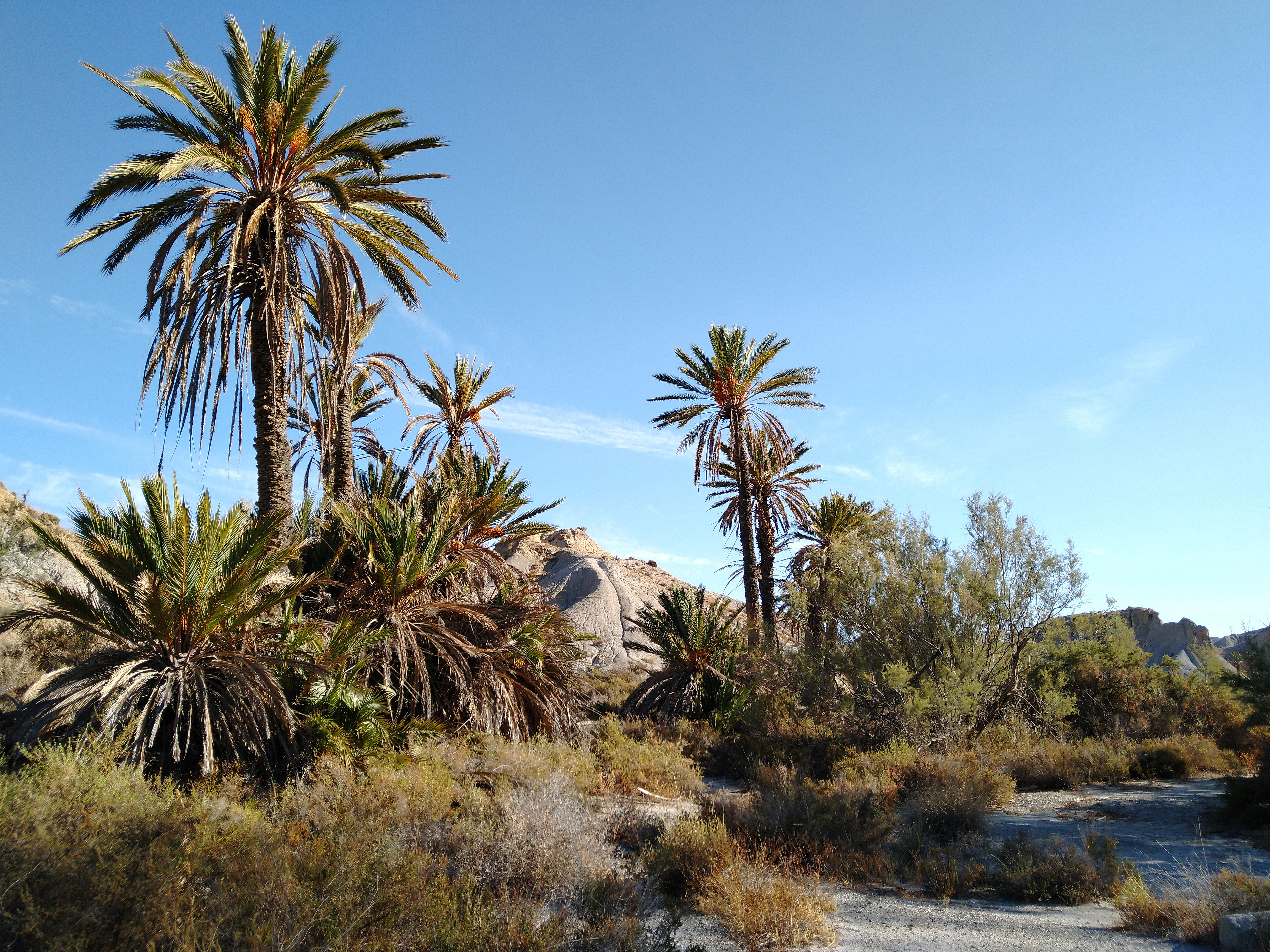
Eine Oase in der Wüste von Tabernas diente Tinkertown als Kulisse

Regie führte Alex Kurtzman gemeinsam mit Joss Agnew. Er schrieb auch gemeinsam mit Jenny Lumet und Jane Maggs das Drehbuch, das auf dem Roman Der Mann, der vom Himmel fiel (Originaltitel The Man Who Fell To Earth) von Walter Tevis basiert, der bereits im Jahr 1976 von Nicolas Roeg mit David Bowie in der Rolle des Außerirdischen verfilmt wurde.
Gedreht wurde im Frühjahr 2021 in London, auf der Isle of Wight und in der Wüste von Tabernas in der spanischen Provinz Almería in Andalusien. Als Kameramänner fungierten Tommy Maddox-Upshaw und Balazs Bolygo.
Die Musik komponierte Jeff Russo. Mit ihm arbeitete Kurtzman zuletzt auch für die Serie Star Trek: Discovery zusammen. Ein erstes Soundtrack-Album mit insgesamt 18 Musikstücken wird am 10. Juni 2022 von Lakeshore Records als Download veröffentlicht. Ende September 2022 wurde von Lakeshore Records ein weiteres Soundtrack-Album mit insgesamt 90 Musikstücken veröffentlicht.

## Besetzung
Chiwetel Ejiofor spielt in der Titelrolle den Außerirdischen Faraday. Bill Nighy verkörpert den 40 Jahre vor ihm auf der Erde gelandeten Thomas Newton. Naomie Harris spielt die ehemalige Nuklearexpertin Justin Falls, Clarke Peters ihren kranken Vater Josiah Falls.
| Schauspieler     | Rolle         | Folge(n)       |
| ---------------- | ------------- | -------------- |
| Chiwetel Ejiofor | Faraday       | 1–10           |
| Naomie Harris    | Justin Falls  | 1–10           |
| Clarke Peters    | Josiah Falls  | 1–10           |
| Bill Nighy       | Thomas Newton | 1–7, 9–10      |
| Quelin Sepulveda | Vicki         | 1–2            |
| Annelle Olaleye  | Molly Falls   | 1–10           |
| Tanya Moodie     | Portia        | 1–2, 4–5, 7–10 |
| Sonya Cassidy    | Edie Flood    | 3–10           |
| Jimmi Simpson    | Spencer Clay  | 2–9            |
| Kate Mulgrew     | Drew Finch    | 2–3, 5–7, 9–10 |

## Veröffentlichung
Ursprünglich sollte die Serie in den USA bei Paramount+ gezeigt werden. Die Veröffentlichung wurde später vom US-amerikanischen Kabelfernsehen-Network Showtime übernommen, wo sie seit 24. April 2022 gezeigt wird. Die ersten beiden Folgen wurden vorab ab 13. März 2022 beim South by Southwest Film Festival gezeigt. Am 8. Dezember 2022 startet der Streamingdienst Paramount+ die Serie in Deutschland, Österreich und der Schweiz.

## Episodenliste
Die einzelnen Folgen sind nach verschiedenen Songs von David Bowie benannt, der in Roegs Film von 1976 in der Rolle des Außerirdischen zu sehen war.
| Nr. | Deutscher Titel                      | Originaltitel                        | Erstausstrahlung USA | Deutschsprachige Erstausstrahlung (D) | Regie              | Drehbuch                                                    | Zuschauer  |
| --- | ------------------------------------ | ------------------------------------ | -------------------- | ------------------------------------- | ------------------ | ----------------------------------------------------------- | ---------- |
| 1 | Hallo, Spaceboy                      | Hallo, Spaceboy                      | 24. Apr. 2022        | 14. Dez. 2022                         | Alex Kurtzman      | Jenny Lumet & Alex Kurtzman                                 | 0,125 Mio. |
| Ein Außerirdischer landet in New Mexico. Er nennt sich Faraday und sucht auf der Erde nach Rettung für seinen Planeten. Er muss jedoch feststellen, dass sich die ökologische Katastrophe seiner Heimatwelt hier gerade wiederholt. Titelgebender Song: Hallo Spaceboy war auf Bowies Album 1. Outside enthalten |                                      |                                      |                      |                                       |                    |                                                             |            |
| 2 | Unwashed and Somewhat Slightly Dazed | Unwashed and Somewhat Slightly Dazed | 24. Apr. 2022        | 14. Dez. 2022                         | Alex Kurtzman      | Jenny Lumet & Alex Kurtzman                                 | 0,127 Mio. |
| Thomas Newton, der 40 Jahre zuvor auf der Erde ankam, bei seiner Mission jedoch scheiterte, bittet Faraday, diese zu beenden. Titelgebender Song: Unwashed and Somewhat Slightly Dazed war auf Bowies zweitem Studioalbum David Bowie, auch bekannt als Space Oddity, enthalten                                  |                                      |                                      |                      |                                       |                    |                                                             |            |
| 3 | New Angels of Promise                | New Angels of Promise                | 8. Mai 2022          | 21. Dez. 2022                         | Alex Kurtzman      | Jenny Lumet & Alex Kurtzman Idee: Michael Alaimo            | 0,145 Mio. |
| 4 | Under Pressure                       | Under Pressure                       | 15. Mai 2022         | 21. Dez. 2022                         | Alex Kurtzman      | Jane Maggs, Jenny Lumet & Alex Kurtzman Idee: Jane Maggs    | 0,193 Mio. |
| 5 | Moonage Daydream                     | Moonage Daydream                     | 29. Mai 2022         | 28. Dez. 2022                         | Sarah Harding      | John Lopez, Jenny Lumet & Alex Kurtzman Idee: John Lopez    | 0,162 Mio. |
| 6 | Changes                              | Changes                              | 5. Juni 2022         | 28. Dez. 2022                         | Sarah Harding      | Jane Maggs, Jenny Lumet & Alex Kurtzman Idee: Jane Maggs    | 0,164 Mio. |
| 7 | Cracked Actor                        | Cracked Actor                        | 12. Juni 2022        | 4. Jan. 2023                          | Joss Agnew         | Jenny Lumet & Alex Kurtzman Idee: Helen Shang               | 0,137 Mio. |
| 8 | The Pretty Things Are Going To Hell  | The Pretty Things Are Going To Hell  | 19. Juni 2022        | 4. Jan. 2023                          | Joss Agnew         | John Hlavin, Jenny Lumet & Alex Kurtzman Idee: Bill Wolkoff | 0,121 Mio. |
| 9 | As The World Falls Down              | As The World Falls Down              | 26. Juni 2022        | 11. Jan. 2023                         | Olatunde Osunsanmi | Jane Maggs, Jenny Lumet & Alex Kurtzman Idee: Jane Maggs    | 0,171 Mio. |
| 10 | The Man Who Sold The World           | The Man Who Sold The World           | 3. Juli 2022         | 11. Jan. 2023                         | Olatunde Osunsanmi | John Hlavin, Jenny Lumet & Alex Kurtzman                    | 0,149 Mio. |

## Rezeption
Von den bei Rotten Tomatoes aufgeführten 30 Kritiken sind 87 Prozent positiv. Bei Metacritic sind es 68 Prozent von 16 Rezensionen.

## Auszeichnungen
Camerimage 2022

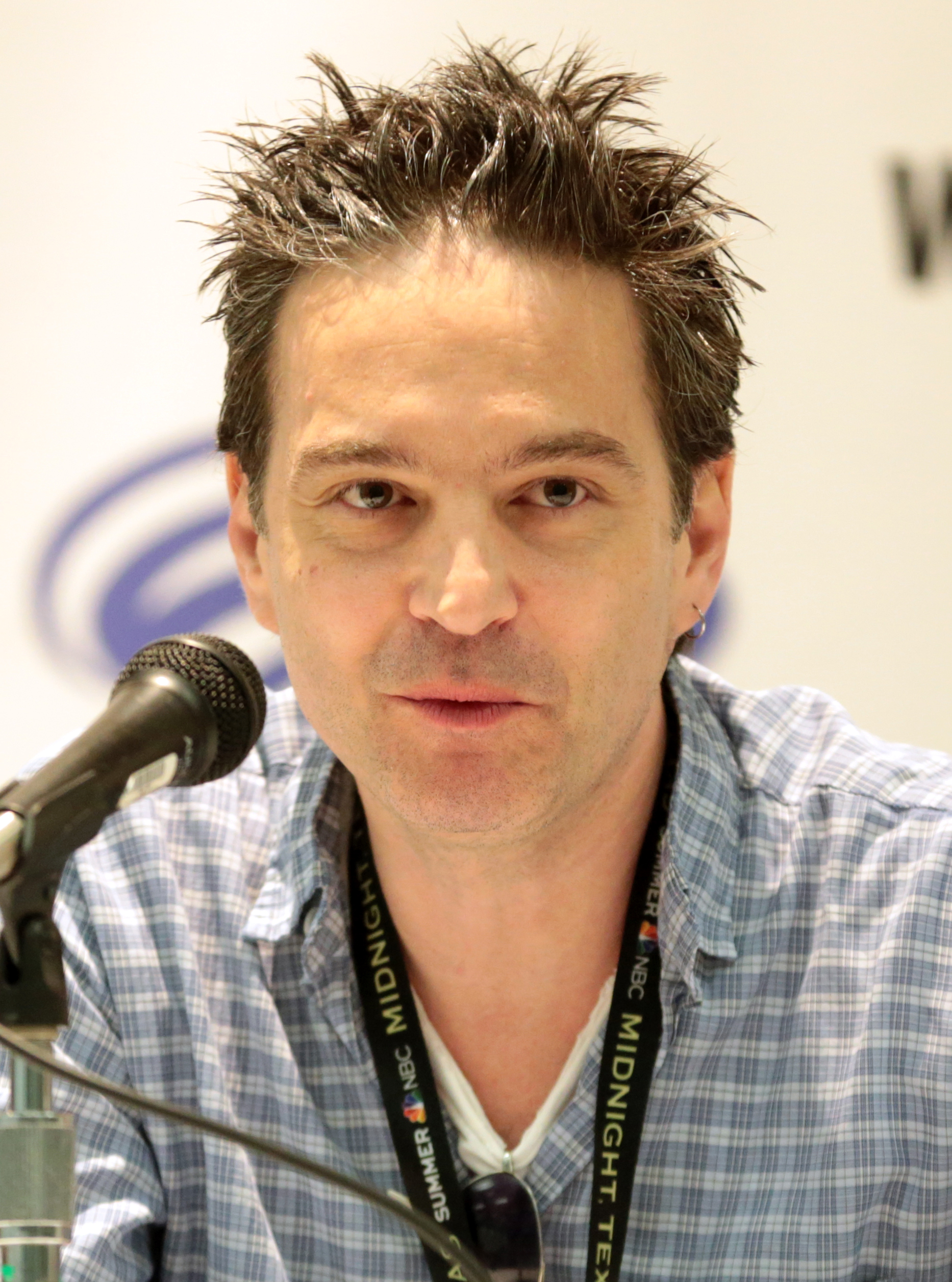
Jeff Russo komponierte die Musik

- Nominierung im TV-Series Competition (Pilotfolge)[13]

Hollywood Music In Media Awards 2022
- Nominierung für die Beste Musik - TV Show / Limited Series (Jeff Russo)[14]

Satellite Awards 2022
- Nominierung als Beste Genreserie[15]